# Into the Night (serie de televisión)
Into the Night, también conocida como El camino de la noche en Hispanoamérica, es una serie belga de suspenso y ciencia ficción apocalíptica creada por Jason George basada en la novela polaca La vejez de Axolotl de Jacek Dukaj. La serie se estrenó en Netflix el 1 de mayo de 2020 y es la primera serie belga original de Netflix. El 1 de julio de 2020, la serie fue renovada para una segunda temporada. La segunda temporada se estrenó el 8 de septiembre de 2021, mientras que un spin-off turco ambientado en un submarino, Yakamoz S-245, se estrenó en abril de 2022.

## Argumento
La serie sigue a un grupo de personas que son secuestradas mientras están a bordo de un avión en un vuelo nocturno desde Bruselas a Moscú. Terenzio (Stefano Cassetti), el secuestrador, es un soldado italiano de la OTAN. Se abre paso en el aeropuerto hasta llegar al avión, donde le exige al piloto que despegue antes de tiempo. El grupo de pasajeros presentes en el momento del despegue se convierten en los sobrevivientes de un fenómeno global mortal a causa de la exposición a la luz solar. El avión se dirige hacia el oeste en un intento por sobrevivir a la catástrofe, la cual mata a todos los organismos vivos durante el día. El grupo, liderado por Mathieu (Laurent Capelluto), el piloto, y Sylvie (Pauline Etienne), una pasajera, tendrán que trabajar juntos para conseguir que no les alcance el sol. Además, el grupo deberá lidiar con la escasez de combustible, los alimentos irradiados y otros problemas en su carrera para llegar a un lugar seguro donde refugiarse.  
En la segunda temporada, los supervivientes restantes aseguran su camino hacia un búnker de la OTAN, donde buscan refugio de los rayos mortales del sol. Continuando con su búsqueda de supervivencia con los militares en el búnker, intentan manejar un conflicto que se está gestando y encontrar una solución a la disminución del suministro de recursos.

## Reparto

### Principales
- Pauline Etienne como Sylvie Bridgette Dubois, una piloto retirada de helicópteros militares.
- Laurent Capelluto como Mathieu Daniel Douek, un co-piloto.
- Stefano Cassetti como Terenzio Matteo Gallo, un militar de la OTAN. (1ª temporada; invitado en la 2ª)
- Mehmet Kurtuluş como Ayaz Kobanbay, un hombre turco misterioso.
- Babetida Sadjo como Laura Djalo, una auxiliar de enfermería.
- Jan Bijvoet como Richard "Rik" Mertens, un guardia de seguridad.
- Ksawery Szlenkier como Jakub Kieslowski, un mecánico.
- Vincent Londez como Horst Baudin, un meteorólogo.
- Regina Bikkinina como Zara Oblonskaya, una madre rusa con un hijo enfermo.
- Alba Gaïa Bellugi como Inés Mélanie Ricci, una influencer.
- Nabil Mallat como Osman Azizi, un encargado de mantenimiento del aeropuerto.
- Nicolas Alechine como Dominik, el hijo enfermo de Zara.
- Astrid Whettnall como Gabrielle Renoir, una azafata. (2ª temporada)
- Émilie Caen como Thea Bessit, una embajadora de la OTAN. (2ª temporada)
- Dennis Mojen como el capitán Markus Müller (2ª temporada)

### Recurrentes
- Borys Szyc como un soldado polaco. (1ª y 2ª temporada)
- James McElvar como Freddie D. Green, un soldado británico. (1ª temporada)
- Edwin Thomas como Roger Waters, un soldado británico. (1ª temporada)
- Robbie Nock como John Morris, un solado británico. (1ª temporada)
- Mihail Mutafov como el señor Volkov, un paciente con demencia al cuidado de Laura. (1ª temporada)
- Laura Sépul como Chlóe. (1ª temporada)
- Yassine Fadel como Nabil. (1ª temporada)
- Kıvanç Tatlıtuğ como Arman, un investigador turco, quien es el protagonista del spin-off. (2ª temporada)

## Episodios

### Temporada 1 (2020)
| N.º en serie | N.º en temp. | Título     | Dirigido por               | Escrito por  | Fecha de lanzamiento original |
| --- | ------------ | ---------- | -------------------------- | ------------ | ----------------------------- |
| 1 | 1            | «Sylvie»   | Inti Calfat y Dirk Verheye | Jason George | 1 de mayo de 2020             |
| Sylvie, una expiloto militar, se ve arrastrada a la cabina del avión para ayudar cuando un hombre armado secuestra su vuelo nocturno a Moscú.                            |              |            |                            |              |                               |
| 2 | 2            | «Jakub»    | Inti Calfat y Dirk Verheye | Jason George | 1 de mayo de 2020             |
| El mecánico Jakub no está de acuerdo con el resto sobre los pasos a seguir. Una señal de Internet permite saber cosas sobre el desastre y algunos pasajeros.             |              |            |                            |              |                               |
| 3 | 3            | «Mathieu»  | Inti Calfat y Dirk Verheye | Jason George | 1 de mayo de 2020             |
| El grupo tiene que lidiar con una serie de problemas mecánicos. Mientras tanto, Terenzio desafía la autoridad de Mathieu, y Horst establece contacto con otro avión.     |              |            |                            |              |                               |
| 4 | 4            | «Ayaz»     | Inti Calfat y Dirk Verheye | Jason George | 1 de mayo de 2020             |
| Rik improvisa un juicio para decidir el destino de Ayaz, Terenzio revela rumores sobre un refugio de la OTAN, y Sylvie se preocupa por el estado mental de Mathieu.      |              |            |                            |              |                               |
| 5 | 5            | «Rik»      | Inti Calfat y Dirk Verheye | Jason George | 1 de mayo de 2020             |
| La misión a la sede central de la OTAN da un giro dramático. Laura y Horst se hacen cargo de una emergencia médica. Jakub y Osman lidian con un problema de combustible. |              |            |                            |              |                               |
| 6 | 6            | «Terenzio» | Inti Calfat y Dirk Verheye | Jason George | 1 de mayo de 2020             |
| La tensión se dispara cuando el grupo se arriesga y hace un último intento por ponerse a salvo antes de que amanezca.                                                    |              |            |                            |              |                               |

### Temporada 2 (2021)
| N.º en serie | N.º en temp. | Título  | Dirigido por      | Escrito por  | Fecha de lanzamiento original |
| ------------ | ------------ | ------- | ----------------- | ------------ | ----------------------------- |
| 7            | 1            | «Zara»  | Nabil Ben Yadir   | Jason George | 8 de septiembre de 2021       |
| 8            | 2            | «Laura» | Nabil Ben Yadir   | Jason George | 8 de septiembre de 2021       |
| 9            | 3            | «Ines»  | Camille Delamarre | Jason George | 8 de septiembre de 2021       |
| 10           | 4            | «Gia»   | Nabil Ben Yadir   | Jason George | 8 de septiembre de 2021       |
| 11           | 5            | «Théa»  | Camille Delamarre | Jason George | 8 de septiembre de 2021       |
| 12           | 6            | «Asil»  | Camille Delamarre | Jason George | 8 de septiembre de 2021       |

## Producción

### Desarrollo
El 3 de septiembre de 2019, Netflix anunció que había ordenado la producción una serie con una temporada de 6 episodios. La serie sería creada por Jason George quién es también ejercería como un productor ejecutivo junto a Tomek Baginski y Jacek Dukaj. Además contaría con la productora Entre chien et loup. El 1 de julio de 2020, Netflix renovó la serie para una segunda temporada, que se estrenó el 8 de septiembre de 2021.

### Casting
El 30 de septiembre de 2019 se confirmó que Mehmet Kurtuluş, Astrid Whettnall, Pauline Etienne, Bebetida Sadjo, Laurent Capelluto, Alba Bellugi, Nabil Mallat, Regina Bikkinina, Vincent Londez, Jan Bijvoet, Stefano Cassetti, Ksawery Szlenkier, Yassine Fadel, Laura Sepul y Nicolas Aleshine formarían parte del reparto de la serie.

## Lanzamiento

### Tráiler
El 24 de abril de 2020, Netflix publicó el tráiler oficial de la serie.

### Estreno
La serie fue estrenada a nivel mundial el 5 de mayo de 2020. La segunda temporada fue estrenada el 8 de septiembre de 2021.

## Spin-off
En abril de 2022, Netflix estrenó una miniserie ambientada en un submarino, Yakamoz S-245. Está protagonizada por Kıvanç Tatlıtuğ, dirigida por Tolga Karaçelik y escrita por Atasay Koç, Cansu Çoban, Sami Berat Marçalı y Jason George. Antes del lanzamiento de la serie, Tatlıtuğ apareció como Arman al final de la segunda temporada de Into the Night, revelando que la en desarrollo es un spin-off de la misma, ambientada simultáneamente con las primeras dos temporadas.

## Recepción

### Respuesta de la crítica
La sitio web Rotten Tomatoes registró un índice de aprobación del 86% para la primera temporada con una media de 7.88/10, basada en 7 opiniones.